# ダルシー・シルヴェイラ・ドス・サントス
カナリオことダルシー・シルヴェイラ・ドス・サントス（Darcy Silveira dos Santos "Canário", 1934年5月24日 - ）は、ブラジル・リオ・デ・ジャネイロ出身のサッカー選手。ポジションはフォワード。

## 経歴
リオ・デ・ジャネイロに本拠地を置くオラリアACやアメリカFCでプレー。また、1956年には南米で行われていたアトランティック・カップ、オズワルド・クルス・カップにブラジル代表として出場し、タイトルを獲得した。
1959年にスペインへ渡りレアル・マドリードに加入。UEFAチャンピオンズカップやインターコンチネンタルカップなどのタイトルを獲得した。その後もセビージャFC、レアル・サラゴサ、RCDマヨルカなどでプレーした。レアル・サラゴサでは5シーズンを過ごし、コパ・デル・ヘネラリッシモ、インターシティーズ・フェアーズカップなどで優勝した。

## タイトル
レアル・マドリード
- リーガ・エスパニョーラ：1960–61, 1961–62
- コパ・デル・ヘネラリッシモ：1961–62
- UEFAチャンピオンズカップ：1959–60
- インターコンチネンタルカップ：1960

レアル・サラゴサ
- コパ・デル・ヘネラリッシモ：1963–64, 1965–66
- インターシティーズ・フェアーズカップ：1963–64

ブラジル代表
- アトランティック・カップ：1956
- オズワルド・クルス・カップ：1956